# Chiune Sugihara
Chiune Sugihara (japansk: 杉原千畝; 1. januar 1900 – 31. juli 1986) var en japansk diplomat, der er mest kendt for at under 2. verdenskrig at have reddet polske jøder fra Holocaust. Han gjorde dette uden andre kendte motiver end for at gøre det rette, og blev derfor kendt som "den japanske Schindler". 
Sugihara var mellem 1939 og 1940 Japans vicekonsul i Kaunas i Litauen. Mellem juni og august 1940 udfærdigede Sugihara, på trods af modstand fra Tokyo, tusindvis a visa til jødiske flygtninge, som havde flygtet fra Nazitysklands invasion af Polen i 1939. Visaerne muliggjorde flygtningenes videre rejse til sikkerhed i Japan, via Den Transsibirske Jernbane. Oplysninger om antallet af jøder som Sugihara skulle have reddet på denne vis varierer fra 2.139 til 10.000.
I 1985 fik han udmærkelsen retfærdige blandt nationerne af Jad Vashem. I 1990 fik han posthumt Wallenbergpriset.